# Theater des Westens

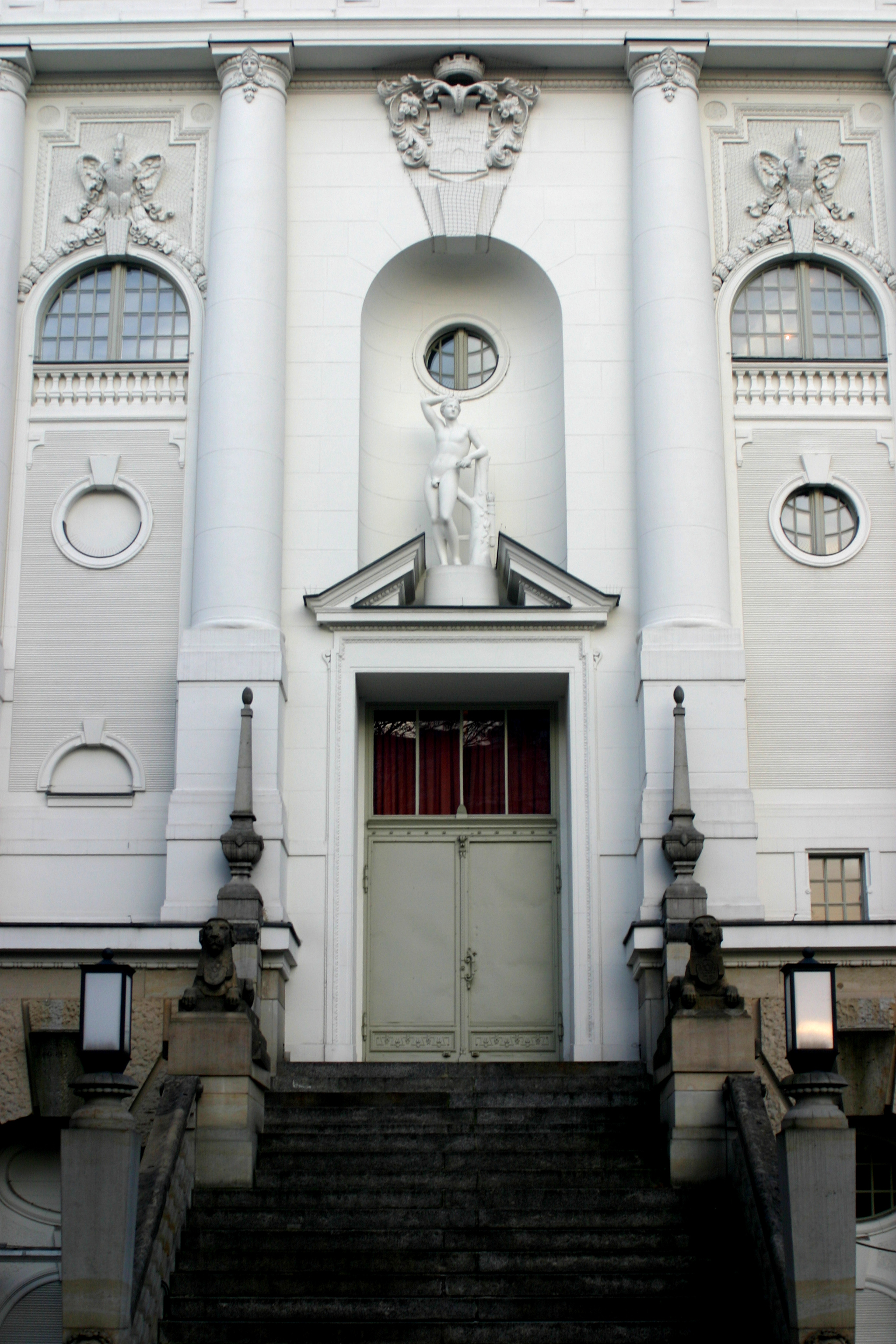

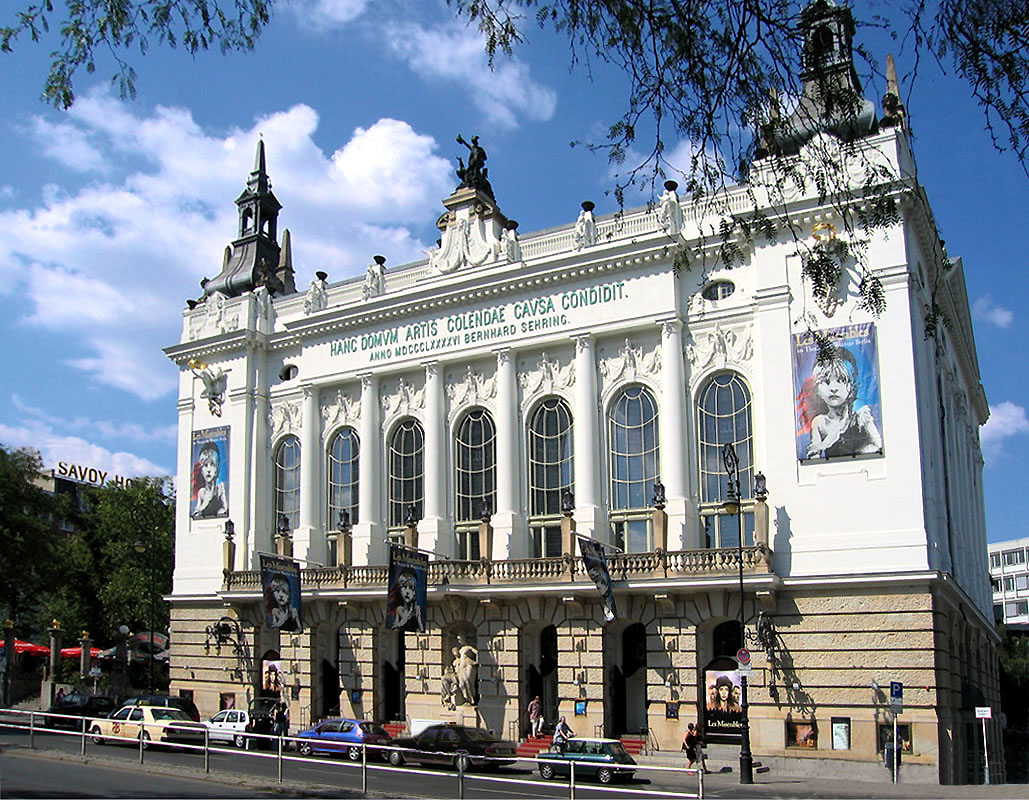

El Theater des Westens ("Teatro del Oeste") es el más famoso teatro de variedades, musicales y opereta de Berlín. Se encuentra en la Kantstraße en Charlottenburg
Fue construido entre 1895/1896 en el estilo guillermino de Bernhard Sehring inaugurándose el 1 de octubre de 1896 con la obra Tausendundeine Nacht. 
A partir de 1908 amplió sus actividades a la opereta y la ópera. 
El 25 de agosto de 1912 fue destruido por un incendio y reabierto como Große Volksoper en 1922.
A partir de 1935 se llevaron a cabo el programa del nacionalsocialismo Kraft durch Freude cambiando su nombre en 1936 a Deutsche Musikbühne der NS.-Kulturgemeinde e.V. En 1944 fue cerrado y dañado durante los bombardeos a la ciudad.
Desde 1945 fue sede provisoria de la Städtischen Oper Berlin („Deutsches Opernhaus“), hasta la apertura de la nueva Deutsche Oper Berlin en 1961.
A partir de entonces se ofrecen operetas y musicales, inaugurándose su nueva era con My Fair Lady en 1961. Musicales como Evita, Los miserables y El fantasma de la ópera han obtenido gran éxito en su sala,
Fue restaurado en 1978 y 2006.

## Estrenos
- Leon Jessel: Die beiden Husaren (1913)
- Jean Gilbert: Die Frau im Hermelin (1919)
- Leon Jessel: Schwalbenhochzeit (1921)
- Eduard Künneke: Die lockende Flamme (1933)
- Walter Goetze: Der goldene Pierrot (1934)
- Werner Egk: Circe (1948)
- Boris Blacher: Ein preußisches Märchen (1952)
- Luigi Nono: Der rote Mantel (1954)
- Hans Werner Henze: König Hirsch (1956)
- Boris Blacher: Rosamunde Floris (1960)
- Rio Reiser: Robinson 2000 (1967)
- James Barrie: Peter Pan (1984)
- Birger Heymann: Eins, zwei, drei (1989)
- Jürg Burth / Ulf Dietrich: Blue Jeans (1994)
- Niclas Ramdohr: 30–60–90° durchgehend geöffnet  (1999)
- Burkhard Driest: Falco meets Amadeus (2000)
- Konstantin Wecker: Schwejk it easy! (2001)
- Bolland & Bolland: Die drei Musketiere (2005)
- John von Düffel: Der Schuh des Manitu (2008)